# Tanimowo Ogunlesi
Tanimowo Ogunlesi (1908-2002) là một nhà hoạt động vì quyền của phụ nữ Nigeria và là người lãnh đạo Liên đoàn Cải thiện Phụ nữ. Bà là một trong những nhà hoạt động phụ nữ hàng đầu trong thời đại của mình và đồng sáng lập Hội đồng Phụ nữ Quốc gia, tổ chức quyền phụ nữ hàng đầu của đất nước. Bà trở thành chủ tịch đầu tiên của hội đồng vào năm 1959. Bà chủ yếu giải quyết các quyền của phụ nữ bỏ phiếu và được tiếp cận với các cơ sở giáo dục nhưng giống như hầu hết những người phụ nữ theo chủ nghĩa dân tộc, bà không bao giờ thực sự đặt câu hỏi về sự thống trị của nam giới trong gia đình Nigeria. Cuối cùng, bà đã đạt được danh tiếng lớn bằng cách buộc mình vào một con bò, sau đó nổi giận qua một ngôi làng nhỏ ở Nigeria Vào những năm 1950, bà là một phần của phong trào tăng cường đào tạo khoa học trong nước ở Nigeria khi cô mở một trường đào tạo tại nhà.